# Akcija Poskok 1
Operacija Poskok I bila je akcije hrvatske vojske i specijalne policije. 
U akciji Poskok 1 i u akciji Poskok 2, postrojbe posebne namjene MUP RH ovladale su južnim Velebitom i tako odigrale bitnu ulogu u kasnijem tijeku domovinskog rata.

## Povijest
Ljeti 1992. Specijalna policija MUP RH počela je zauzimati bitne vojnostrateške položaje na južnom Velebitu radi formiranja svojih baza na tim položajima. U akciji Poskok 1 i poslije u akciji Poskok 2 obuhvaćana je linija obrane južnog Velebita na potezu Rizvanuša-Visočica-Struge-Ivine vodice-Vlaški grad-Dušice-Libinje-Bukva u ukupnoj dužini od preko 120 kilometara.
Time je stvorena je čvrsta obrambena crta te stvorena mogućnost kvalitetne pripreme vojno-redarstvenih operacija Maslenica, Medački džep i Oluja. Otkako su zauzeli položaje, pripadnici Specijalne policije više od tisuću dana u vrlo ekstremnim planinskim uvjetima držali su 120 km bojišnice, sve do početka oslobodilačke vojno-redarstvene operacije Oluje.
Specijalna jedinica PU Kutina "Ris" sudjelovala je u ovoj akciji 10.06. – 20.07.1993., 05.08. – 13.09.1993., 16.09. – 04.10.1993, 14.11. – 24.11.1993. U akciji su ranjeni i stradali Jozo Vuković, Željko Petak, Željko Japec, Žan Žafran, Branko Žiža, Marko Čorković, Mario Krakan.

## Spomen
U spomen svim braniteljima velebitske bojišnice u Domovinskom ratu od 1991. – 1995. godine održava se Velebit Ultra Trail. Utrka u svom nazivu nosi ime Poskok 3 u sjećanje na akcije Poskok 1 i Poskok 2.
2015. održala se i planinarska akcija Poskok 4.
2015. održala se i planinarska akcija Poskok 4.